# Robert Boden
Johann Heinrich Robert Boden (* 18. August 1865 in Braunschweig; † 9. August 1943 in Blankenburg (Harz)) war ein deutscher Verwaltungsjurist und Politiker.

## Familie
Robert Boden war der Sohn des Direktors der Zuckerraffinerie in Braunschweig. Sein Bruder war der Diplomat Friedrich Boden. Er war verheiratet mit Marie Uhde, Tochter des Braunschweiger Architekten Constantin Uhde. Ihr Sohn war der Wirtschaftsmanager Hans Constantin Boden.

## Leben
Nach dem Besuch des humanistischen Gymnasiums in Braunschweig studierte Boden Rechtswissenschaften unter anderem an der Albert-Ludwigs-Universität Freiburg. 1884 wurde er Mitglied des Corps Rhenania Freiburg. Nach dem Studium und dem Assessorexamen trat er in den Staatsdienst des Herzogtums Braunschweig ein und wurde 1895/96 Assessor. In der Folge wurde er Ministerialsekretär und Regierungsrat im Staatsministerium in Braunschweig. 1906 wurde er Kreisdirektor des Landkreises Blankenburg. 1913 wechselte er in gleicher Funktion in den Landkreis Braunschweig.
Zum Ende des Jahres 1913 wurde Boden als Nachfolger für den schwer erkrankten Adolf Hartwieg zum Minister für Inneres in das Braunschweigische Staatsministerium berufen. Mit der Novemberrevolution verlor er 1918 das Ministeramt und schied aus dem Staatsdienst aus. Er war Mitglied des Deutschen Herrenklubs.

## Auszeichnungen
- Wirklicher Geheimer Rat, Exzellenz[4]